# Горячая точка Самоа

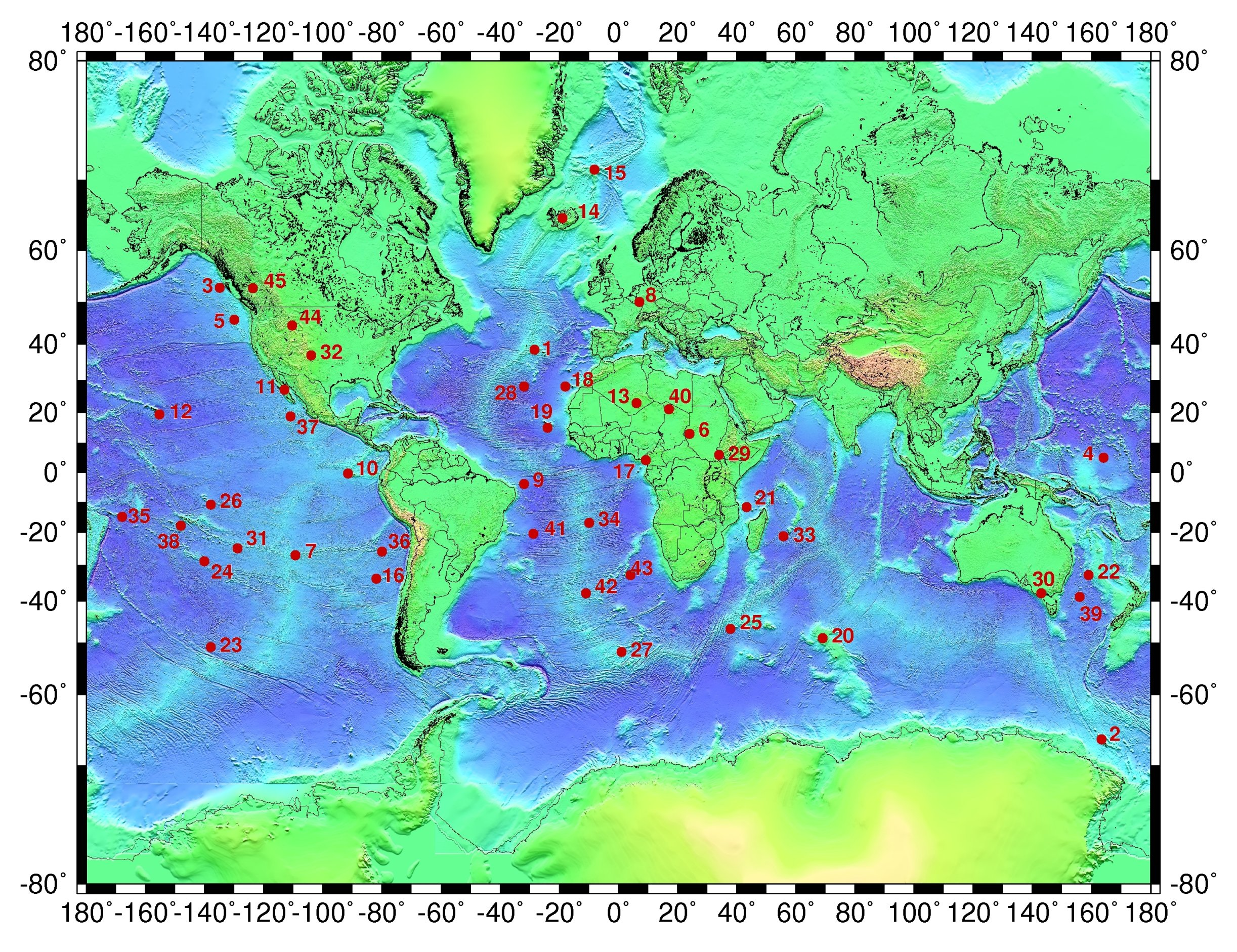
Горячая точка Самоа отмечена под номером 35

Схема образования островов под воздействием горячей точки

Горячая точка Самоа — вулканическая горячая точка, расположенная в южной части Тихого океана. Модель горячих точек описывает поднятие раскалённых плюмов магмы сквозь земную кору для объяснения формирования вулканических островов. Идея горячих точек была предложена в 1963 году Тузо Вильсоном на основании исследований Гавайской островной цепи.
Согласно теории, Самоанская горячая точка возникла в результате движения Тихоокеанской плиты поверх источника магмы, расположенного глубоко под Самоанскими островами.
В зону горячей точки Самоа входят Самоанские острова (Независимое Государство Самоа и Американское Самоа), острова Увеа (Уоллис и Футуна) и Ниулакита (Тувалу), а также прилегающие банки Паско.
Так как Тихоокеанская плита двигается над горячей точкой медленно, термальная активность возрастает и магматический плюм изливается через земную кору, формируя новые острова. Самоанские острова находятся аккуратно вдоль линии движения коры над горячей точкой, протянувшись с запада на восток.

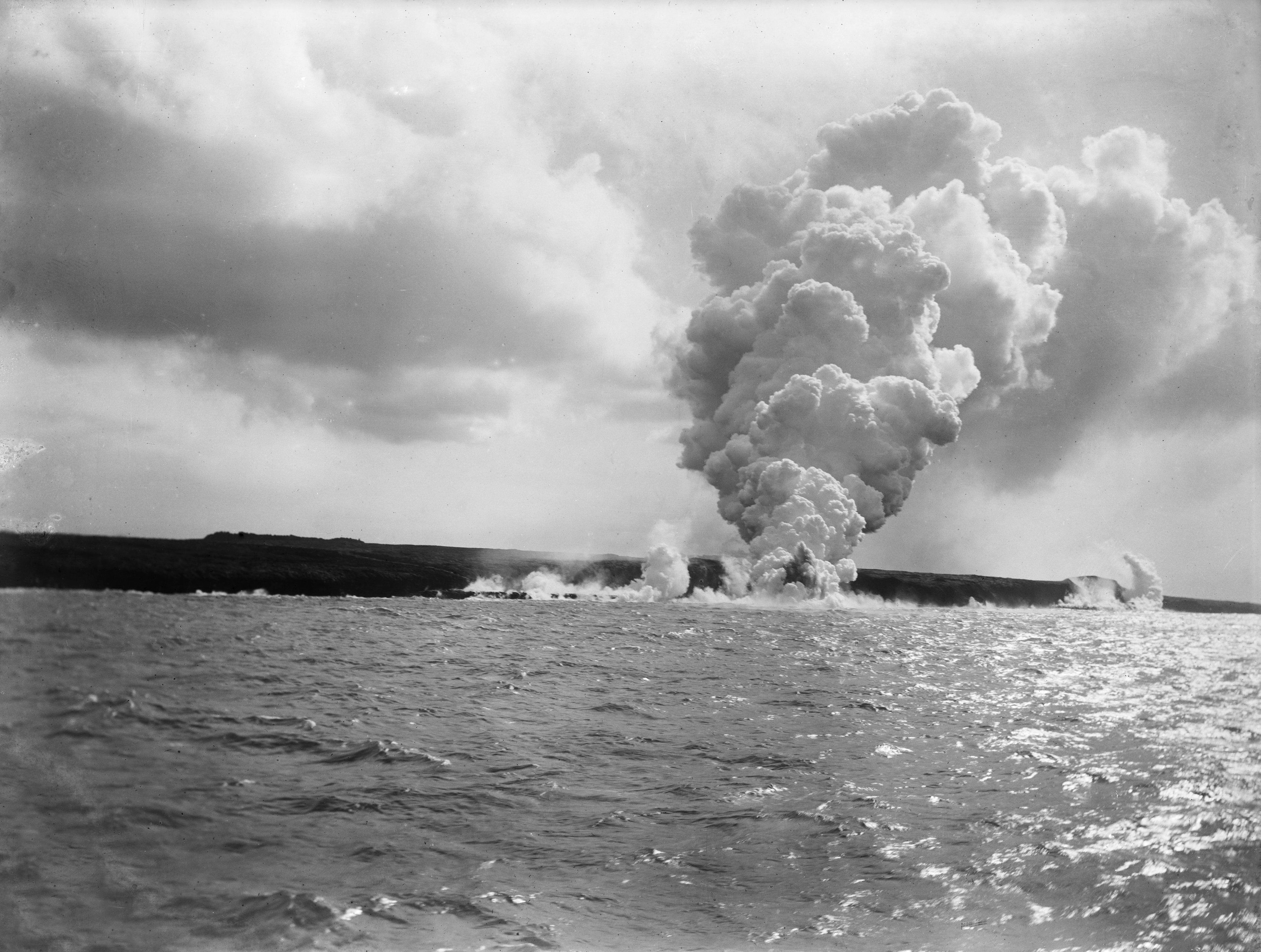
Извержение вулкана Матавану на острове Савайи, 1905 г.

Для классических горячих точек (как в случае с Гавайями) характерен больший возраст более удалённых от очага островов, в то время как более молодые ещё не успели далеко отодвинуться от места своего образования (пример — Лоихи, находящийся пока что на стадии подводного вулкана). Исследования вулкана Лоихи привели к созданию «гавайской» теоретической модели горячих точек, основывающейся в основном на информации из района Гавайских островов.
В настоящее время горячая точка Самоа является тайной для науки, опровергая классическую модель. И на самом восточном из Самоанских островов, Тау, и на самом западном, Савайи, в последние 150 лет происходили извержения вулканов — извержение Матавану на Савайи (1905—1911) и вулкана на Тау (1866). Более того, самый западный и, казалось бы, самый дальний от плюма остров относительно молод, что также опровергает стандартную модель. Мантийные струи, как показали исследования, зарождаются на глубине до 2900 км — на границе с ядром Земли.

## Ваилулу’у
В 1975 году геофизик Рокне Джонсон открыл подводный вулкан Ваилулу’у в 45 км восточнее острова Тау в Американском Самоа. Ваилулу’у изучила международная команда исследователей. Внутри вершинного кратера был найден вулканический конус, названный Нафануа в честь богини войны в самоанской мифологии. Исследование Ваилулу’у подтолкнуло учёных к созданию новой модели формирования горячих точек как альтернативе «гавайской».
Важное отличие Ваилулу’у от Лоихи — полное отсутствие на Ваилулу’у толеитовых базальтов, хотя оба одинаково расположены на самом востоке соответствующих островных цепочек.
Самый северные из островов Тонга — Вавау и Ниуатопутапу — двигаются прочь от Фиджи на Австралийской плите со средней скоростью 130 мм/год и 160 мм/год соответственно. В то же время Ниуэ и Раротонга на Тихоокеанской плите приближаются к Австралийской плите со скоростью 800 мм/год. Близость островов Самоа к жёлобу Тонга, возможно, способна объяснить относительную молодость их геологических пород.